# Mittagsläuten

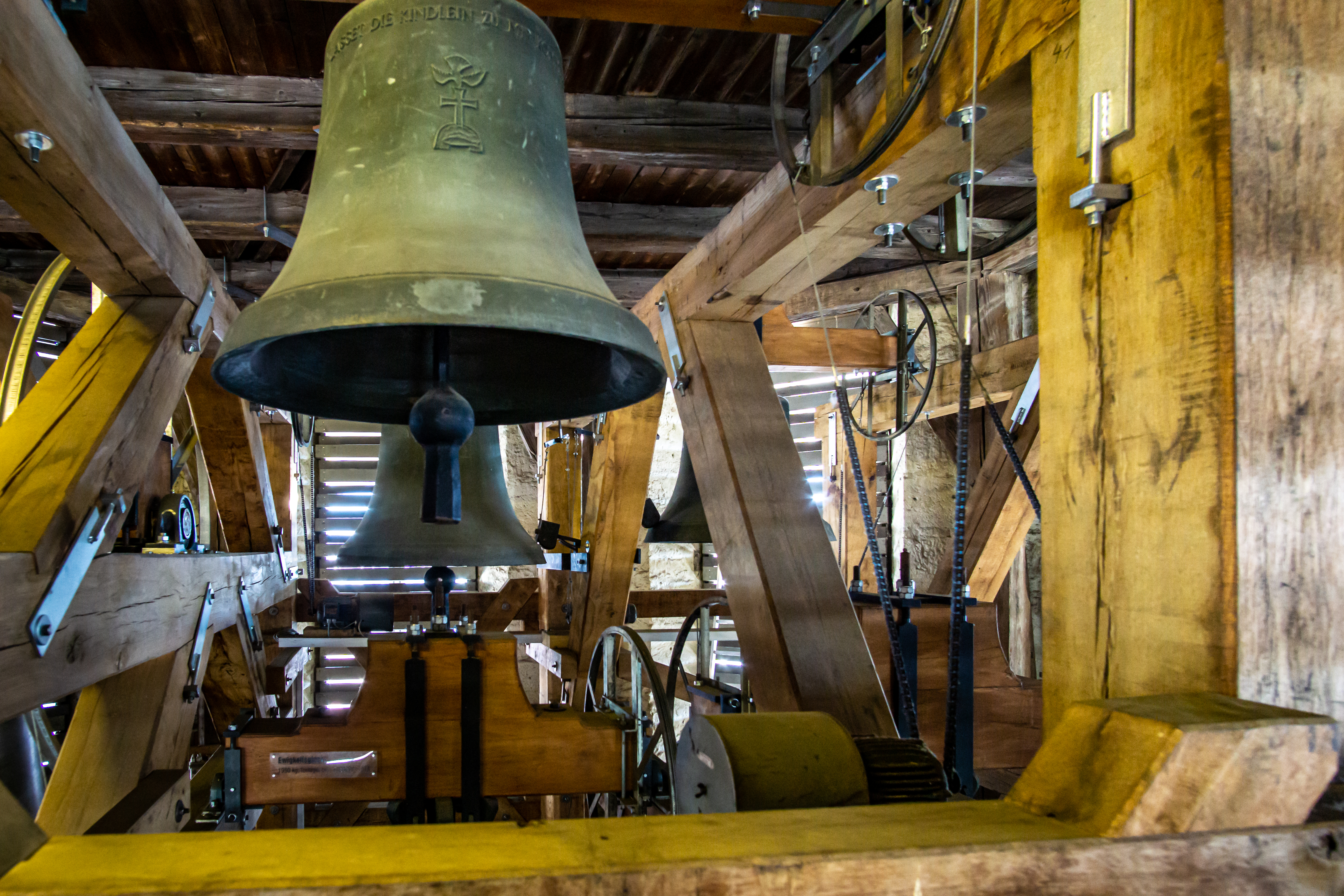
Geläut (Stadtkirche Balingen)

Das Mittagsläuten, auch Zwölfuhrläuten  oder (mittägliches) Angelusläuten ist in Kirchen das mittägliche Läuten der Kirchenglocken.

## Beschreibung
Beim Geläut von Kirchenglocken sind zwei Formen zu unterschieden.
1. Kirchliches (sakrales) Läuten (Ruf zum Gottesdienst, zum Gebet, zur Wandlung, beim Tod des Bischofs oder Papstes, nach der Weihe eines Bischofs, beim Besuch einer besonders hochgestellten Persönlichkeit)
2. Weltliches (säkulares, auch: profanes) Läuten (Stundenanzeige, Feuersbrunst, Sturm, Alarm)

Beim Mittagsläuten handelt es sich somit zugleich um ein sakrales wie ein profanes Läuten.

## Zweck
- Aus kirchlicher Sicht erklingt die Mittagsglocke zur Passion Christi am Kreuz (Sext) und ruft zu Gebet und Wachsamkeit. In der römisch-katholischen Kirche wird seit dem ausgehenden Mittelalter am Mittag der Engel des Herrn gebetet.
- Aus profaner Sicht hat(te) das Mittagsgeläut die Funktion der öffentlichen Bekanntgabe eines wichtigen Zeitpunktes im Tagesablauf. Der Klang der Kirchenglocken unterbricht auch heute noch die Arbeit auf dem Feld oder in der Werkstatt für die Mittagspause.

## Herkunft

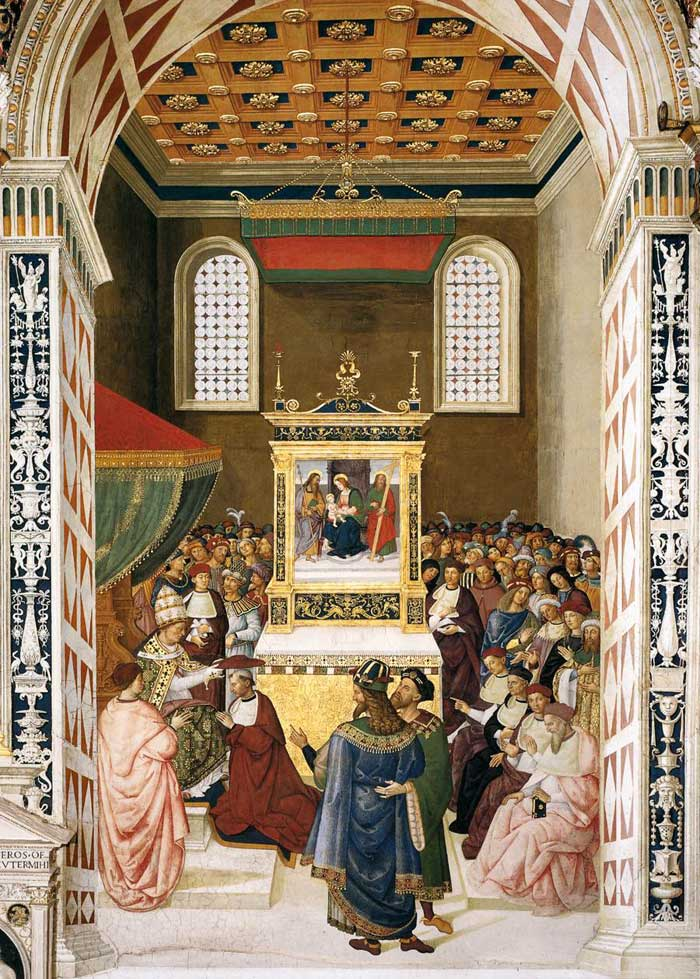
Kalixt III. Fresko von Pinturicchio

Der Brauch, zur Mittagszeit die Kirchenglocken zu läuten, ist auf die Zeit zurückzuführen, als die Heerscharen der Türken das christliche Abendland bedrohten. Papst Calixt III. (1378–1458) aus dem Geschlecht der Borgia ordnete am 29. Juni 1456 in einer Bulle an, dass eine oder mehrere Kirchenglocken mittags durch ihr Geläut die Gläubigen dazu aufrufen sollten, für einen Sieg der Ungarn unter ihrem Anführer Johann Hunyadi über die Osmanen zu beten. Während die Glocken läuteten, sollten die Christen drei Vaterunser und drei Ave Maria beten.
Das Heer Sultan Mehmeds II. wurde am 22. Juli 1456 nahe bei der Burg Nándorfehérvár (heute Belgrad) trotz seiner erdrückenden Übermacht von einer Allianz aus ungarischen Truppen und einem bäuerlichen Kreuzfahrerheer geschlagen. Papst Calixt III. erhielt erst am 6. August 1456 die Siegesnachricht. Aufgrund der zeitlichen Nähe der Ereignisse und der damaligen langen Kommunikationswege nahmen der Klerus und die Gläubigen an, dass fortan das kirchliche Mittagsgeläut aus Freude über die Niederlage der Moslems zu ertönen habe. Nachdem die Bedrohung des osmanischen Reiches gegenüber Europa trotz dieses Sieges für Jahrhunderte nicht gebannt war, wurde die päpstliche Anordnung fortgeführt und als Brauch bis heute beibehalten. Es ging als Türkenläuten in den allgemeinen Sprachgebrauch ein.
Das morgendliche, mittägliche und abendliche Angelusläuten erinnert an die Menschwerdung Christi und ruft die Gläubigen zum Gebet des Engel des Herrn.

## Kuriosa
- Aus vormodernen Zeiten stammt die bayerische Spruchweisheit, nach der Weißwürste das Mittagsläuten nicht erleben dürften. Mit anderen Worten: Brühfrische Weißwürste sind neben reschen Brezen und einem Weißbier der ideale Bestandteil eines zweiten Frühstücks, das zwischen 10 Uhr und 11 Uhr vormittags einzunehmen ist. Diese Regel braucht natürlich in Zeiten entsprechender Kühl- und anderer Konservierungstechniken nicht mehr eingehalten zu werden. Zudem kommen Weißwürste nicht mehr „roh“, sondern im Allgemeinen vorgebrüht in die Verkaufstheken. Dennoch wird diese Weisheit immer noch in vielen Betrieben und Ämtern als Legitimation für eine „Ruhephase“ gesehen.[1]
- In den meisten Ortschaften des hessischen Riedes läuten die Kirchenglocken bereits um 11 Uhr. Dort aß man in vergangenen Zeiten bereits um elf Uhr zu Mittag.